# Roman Krawczenko
Roman Krawczenko (inna pisownia: Roman Kravchenko), (ukr. Роман Кравченко) (ur. 1957 w Smoleńsku w Rosji) – fotografik, historyk oraz honorowy członek ZPAF od 17 czerwca 2023 r. Jest czołowym ambrotypistą na Ukrainie (Krymie) i w Polsce.

## Życiorys
Jako pierwszy na Ukrainie odtworzył XIX-wieczną technikę fotograficzną mokrej płyty kolodionowej zaproponowaną w 1851 roku przez angielskiego naukowca Fredericka Scotta Archera (1814–1857). Jest jednym z nielicznych artystów w Polsce używających tej unikatowej technologii tworzenia fotografii na szkle. Roman Krawczenko na swoich ambrotypach przedstawia współczesną Polskę i Polaków. Jego prace były wielokrotnie prezentowane na Ukrainie, w Polsce, Hiszpanii i Gruzji, a wystawy i warsztaty przyciągają wielu młodych twórców. Dorobek artysty jest już znany i doceniany przez fotografików i kolekcjonerów na świecie.
Roman Krawczenko obecnie mieszka w Lublinie. Od 2015 roku opiekuje się Warsztatem Fotograficznym Warsztatów Kultury w Lublinie – miejscem poświęconym szlachetnym technikom fotografii, znajdującym się w jednym z zakątków Śródmieścia Lublina – zaułku noszącym nazwisko Hartwigów – wybitnych przedstawicieli kultury polskiej, z której to rodziny wywodził się m.in. Edward Hartwig, jeden z najbardziej znanych na świecie polskich fotografików XX wieku.
Tworząc w Polsce, Roman Krawczenko wypracował własną metodę fotografowania „lublintone”. 

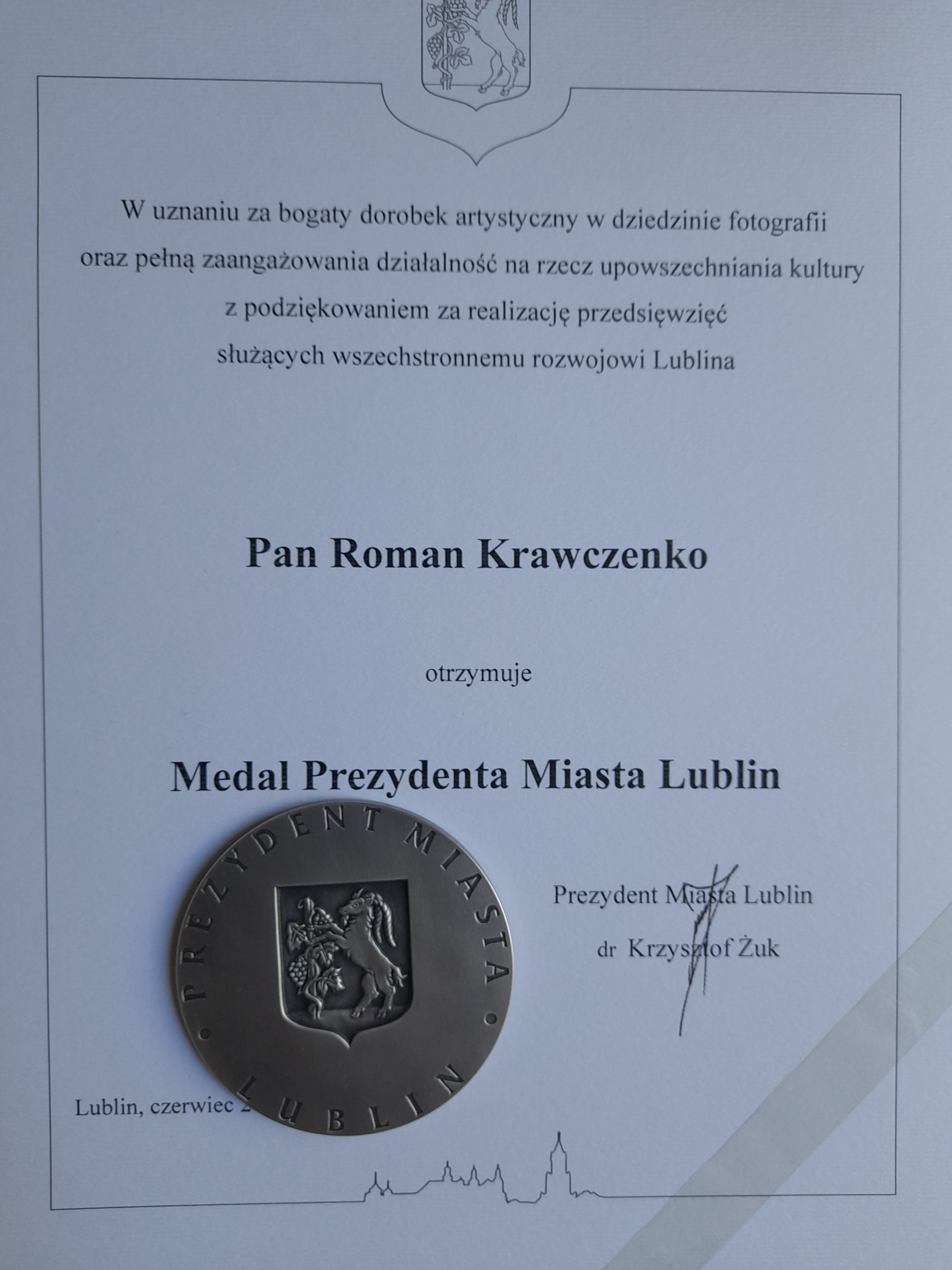
Medal Prezydenta Miasta Lublina dla Romana Krawczenko

W uznaniu za bogaty dorobek artystyczny w dziedzinie fotografii oraz pełną zaangażowania działalność na rzecz upowszechniania kultury oraz służbę wszechstronnemu rozwojowi Lublina Roman Krawczenko otrzymał „Medal Prezydenta Miasta Lublina” w czerwcu 2022 roku. W 2023 roku Krawczenko został przyjęty do Honorowych członków Związku Polskich Artystów Fotografików.

## Wystawy indywidualne i zbiorowe
- 2023.12.16 Wystawa z Okazji 20-lecia Okręgu Lubelskiego Związku Polskich Artystów Fotografików, Młodzieżowy Dom Kultury nr 2, Lublin
- 2023.12.08–2024.01.14  KRYM – niedokończona podróż, Galeria Pod Arkadami, Łomża
- 2023.09.29–2023.10.31 Tożsamość miejsca, Galeria Fotografii, Biała Podlaska
- 2023.08.20–2023.09.01 ARS VITA, Cortez Cultural Center, Cortez, Colorado, USA
- 2023.08.10–2023.09.14  KRYM – niedokończona podróż
- 2023.07.02–2023.10.31 Duchowość pogranicza Jabłeczna–Narol 2020- 2023
- 2022-08.04–2022.08.30  Wieża kultury, Brama Wieży Trynitarskiej, Lublin[3][4]
- 2022-08.04–2022.08.30  Wieża kultury, Brama Wieży Trynitarskiej, Lublin
- 2022.03.04–2022.03.25  Sól i papier, Galeria Atelier Chełm, Chełm[5]
- 2021.12.06–2022.01.08  Srebro na szkle, Związek Polskich Artystów Fotografików: Galeria Obok ZPAF, Plac Zamkowy 8, Warszawa[6]
- 2021.08.27–2021.09.30  Srebro na szkle,  Muzeum Historii Miasta Lublina, Lublin[7][8]
- 2019.09.05–2019.10.20  Wokół Portretu, Galeria Miasta Ogrodów, Katowice[9]
- 2019.08.19–2019.09.04  Wokół portretu, Wystawa w ramach 2. edycji Dni Fotografii Alternatywnej, Warszawa[10]
- 2019.06.10–2019.06.11   Lublintone. Lublin – srebro na szkle, Centrum informacyjne NATO i UE w Tbilisi, Gruzja[11]
- 2019.05.31–2019.06.30  Krym – niedokończona podróż, Uniwersytet Marii Curie Skłodowskiej  w Lublinie, Lublin[12]
- 2018.09.22–2018.10.30  Transformacja – srebro i złoto na szkle, Galeria Atelier, Chełm[13]
- 2018.08.20–2018.09.26  Dni Fotografii Alternatywnej Sinfonia Varsovia, Warszawa[14]
- 2017.07.06–2017.07.15  Instalacja Fotograf w zawodzie, Land Art Festiwal, Janów Podlaski[15]
- 2016.10.02–2016.02.29  Krym – niedokończona podróż, Galeria Pomost, Lublin[16]
- 2016.05.20–2016.06.05  Krym – niedokończona podróż, Analogowy Festiwal Fotografii, Revela’T, Vilassar de Dalt, Barcelona, Hiszpania[17]
- 2016.05.12–2016.05.30  Współczesny przegląd technik fotograficznych alternatywnych, Wrocław[18]
- 2016.03.02–2016.03.29  Krym – niedokończona podróż, Siedlce[19]
- 2016.03.01–2016.03.30  Współczesny przegląd technik fotograficznych alternatywnych, Katowice
- 2016.01.14–2016.01.23 Współczesny przegląd technik fotograficznych alternatywnych, Warszawa[20]
- 2015.09.02–2015.09.28  Krym - niedokończona podróż, Szczecin[21]
- 2015.06.17–2015.08.25  Duchowość graniczy z krajobrazem, Biała Podlaska
- 2015.05.14–2015.05.29  Krym – niedokończona podróż, Poznań[22]
- 2015.03.03–2015.03.06  Krym - niedokończona podróż, Europejski Festiwal Smaku, Lublin[23]
- 2014.08.15–2014.08.17  Historia fotograficzna Tatarów krymskich, Lublin, Stare Miasto[24]
- 2014–2015                      Krym – niedokończona podróż, Atelier Chełm[25]
- 2012.06.02–2012.07.20  Ambrotypy.  Magia naturalna, Galeria Po 111 Schodach, Lublin.
- 2011.08.20–2011.09.09  Ambrotypy.  Magia naturalna, Kraśnik
- 2011.05.16–2011.05.28  Ambrotypy. Magia naturalna, Galeria Atelier , Chełm
- 2011.03.01–2011.03.16  Ambrotypy.  Magia naturalna, Galeria Teatr NN, Lublin[26]
- 2010                               Ambrotypes, Czerniowce, Ukraina
- 2010                               5 , HA_RA_SHO, Evpatoriya, Krym, Ukraina
- 2009.10.01–2009.10.30  Ambrotypes. Natural Magic, Galeria Arsenal, Kijów, Ukraina
- 2009                               Sztuka ręcznego kopiowania, Plast Art, Czernihów, Ukraina

## Publikacje
- Lublin, kultura i społeczeństwo, fot. Krawczenko R., nr 1-2, Lublin 2022[27]
- Mickiewicz A., Sonety Krymskie, fot. Krawczenko R., Instytut Polski w Kijowie, Kijów 2021[28]
- Lublin, kultura i społeczeństwo, fot. Krawczenko R., nr 4, Lublin 2021[29]
- Katalog wystawy Lublintone. Lublin – srebro na szkle[30]. Wyd. Urząd Miasta Lublin, wydział Kultury 2019
- Katalog wystawy zbiorowej wokół PORTRETU 2[31], edycja Dni fotografii alternatywnej 2019, Związek Polskich Artystów Fotografików, Warszawa 2019
- Katalog wystawy zbiorowej. Piętno techniki. Dni fotografii alternatywnej[32], Związek Polskich Artystów Fotografików, Warszawa 2018
- Katalog wystawy zbiorowej Analogowy festiwal fotografii, Revela’T, Vilassar de Dalt, Hiszpania 2016[17]
- Roman Kravchenko Image in Glass  [w:] „Soura Magazine" 2010, nr 30, Dubaj 2010[33]
- Jacobson Q, World Wet Plate Collodion Day 2009, Blurb, 2009[34]